# Apanteles mujtabai
Apanteles mujtabai är en stekelart som beskrevs av Bhatnagar 1948. Apanteles mujtabai ingår i släktet Apanteles och familjen bracksteklar. Inga underarter finns listade i Catalogue of Life.